# Università di Wageningen

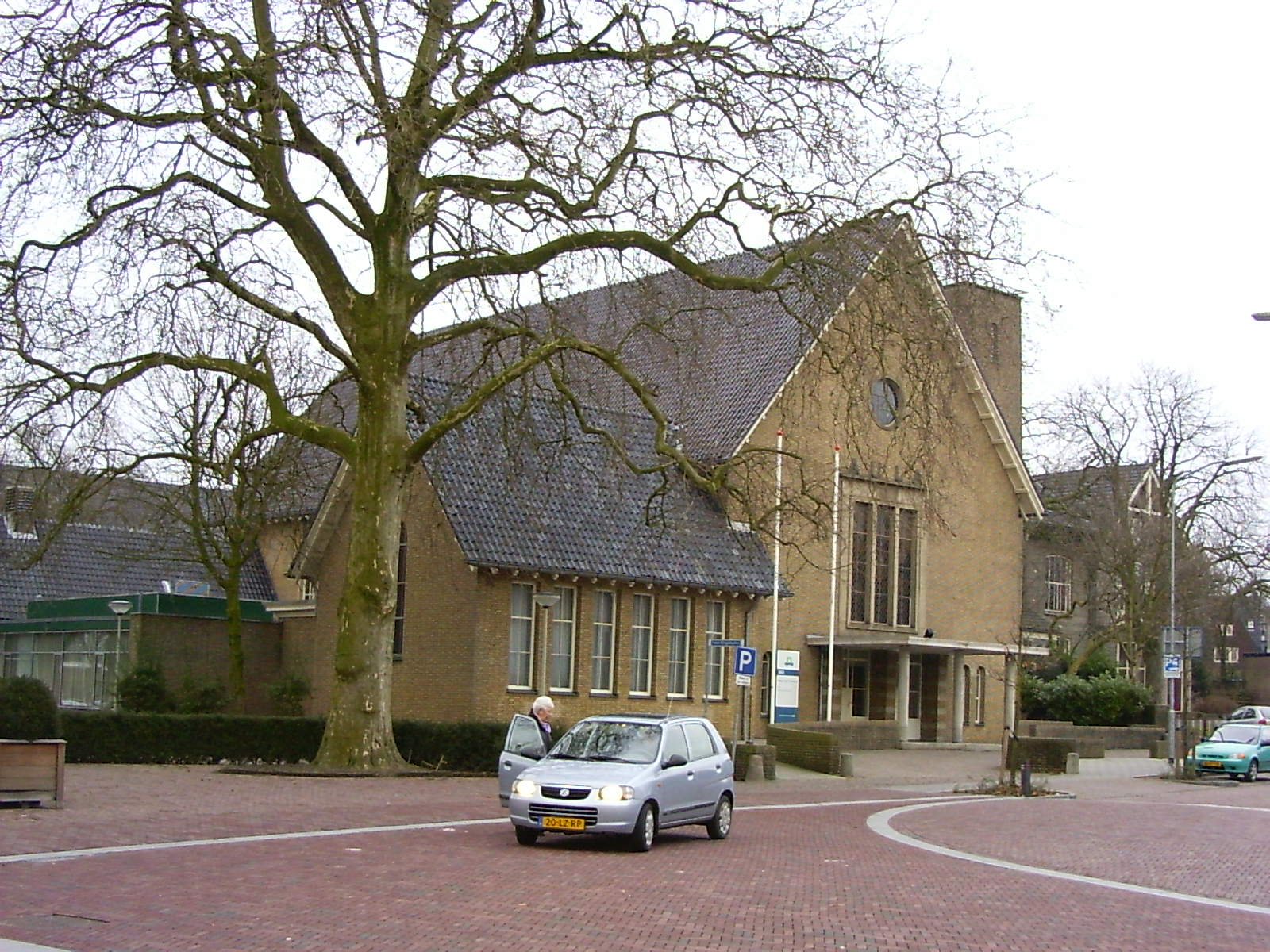
Aula Università di Wageningen

L'università di Wageningen con annesso un Istituto di ricerca è una università pubblica dei Paesi Bassi, che si è specializzata in studi agrari.
Si compone della Wageningen University, del  Van Hall-Larenstein (Scuola Superiore di Formazione Professionale), e degli ex istituti di ricerca agricola (Dienst Landbouwkundig onderzoek) del Ministero olandese dell'Agricoltura.
L'Università è articolata in tre livelli (laurea, Master e PhD) in scienze della vita e concentra la sua ricerca su problemi scientifici, sociali e commerciali nel campo delle scienze della vita e delle risorse naturali. Nel campo delle scienze agrarie, l'università è considerata di livello mondiale.

## Storia
La Wageningen University è stata fondata nel 1918 ricollegandosi alla scuola agraria fondata nel 1876.
L'università ha circa 11.000 studenti provenienti da 110 paesi. Il suo obiettivo principale è la vita e scienze agrarie. Fa parte della rete universitaria  Eurolega di Scienze della Vita (ELLS)

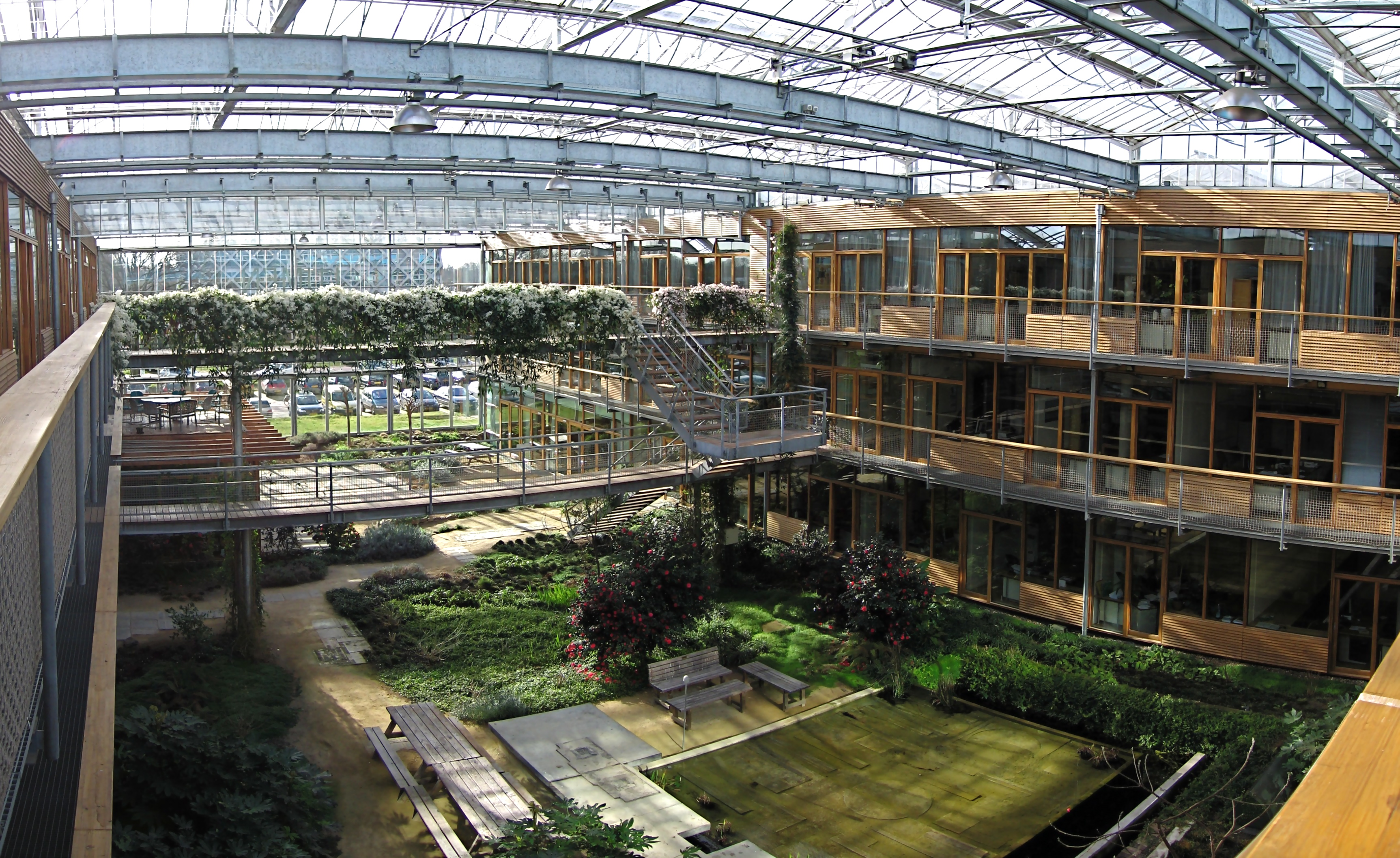
Una serra

## Il riconoscimento ECTS
L'Università olandese di Wageningen è stata la prima università o scuola a cui è stata riconosciuto il permesso di utilizzare il segno distintivo ECTS che è rilasciato dalla Commissione europea e garantisce la qualità del programma di studi. L'Università di conseguenza adotta lo European Credit Transfer System, per promuovere la mobilità degli studenti in Europa e impedire il ritardo nello studio..

## Corsi di laurea
I corsi di laurea di primo livello nell'anno accademico 2005-2006 erano 18. La lingua di insegnamento è in parte olandese, in parte in inglese. I master sono in inglese. I dottorati di ricerca hanno la durata di 4 anni.

## Istituti di ricerca
Gli istituti di ricerca che sono integrati con l'università di Wageningen sono:
- Agricultural Economics Research Institute (LEI Wageningen UR)
- Agrotecnologia & Food Group Sciences (AFSG)
- Istituto di ricerca per il Mondo Verde (ALTERRA) - Alterra
- Istituto internazionale per la bonifica e miglioramento (ILRI)
- Animal Sciences Group (ASG)
- Ricerca Applicata Plant (PPO)
- Istituto Centrale per il controllo delle malattie animali (CIDC-Lelystad)
- Centro Internazionale Agricola (IAC)
- Plant Research International (PRI)
- RIKILT-Istituto di sicurezza alimentare

## IlVan Hall-LarensteinScuola di Alta Formazione Professionale
La Scuola di Alta Formazione Professionale Van Hall-Larenstein è stata costituita dalla fusione della Hall Van Instituut e Larenstein, Scuola di formazione professionale.